# Preußischer VT 151
Der VT 151 war ein vierachsiger benzolelektrischer Verbrennungstriebwagen der Preußischen Staatseisenbahnen. Er war der Urahn aller in Deutschland hergestellten Verbrennungstriebwagen und wurde lediglich bis 1910 als Personentriebwagen verwendet. Danach wurde das Fahrzeug als Bahndienstwagen umgebaut und in diesem Zustand bis etwa 1940 weiterverwendet.

## Geschichte
Beim Bau gab es keine vergleichsweisen Erfahrungen für das geplante Fahrzeug. Lediglich als Akkumulatortriebwagen wurde ein Jahr zuvor der Preußische AT 1 als dreiachsiges Fahrzeug ausgeliefert.
Deshalb wurde für den VT 151 ein vorhandener Reisezugwagen als Vorbild verwendet. Seitens der für den Bau hauptverantwortlichen AEG war dies ein Reisezugwagen mit fünf Abteilen. Zur Unterbringung der unterflur angeordneten Maschinenanlage wurde der Wagen als vierachsiges Fahrzeug ausgeführt.
Dieses Fahrzeug erhielt nach dem um 1910 gültigen Fahrzeugschema die Bezeichnung VT 151.

## Preußischer VT 1

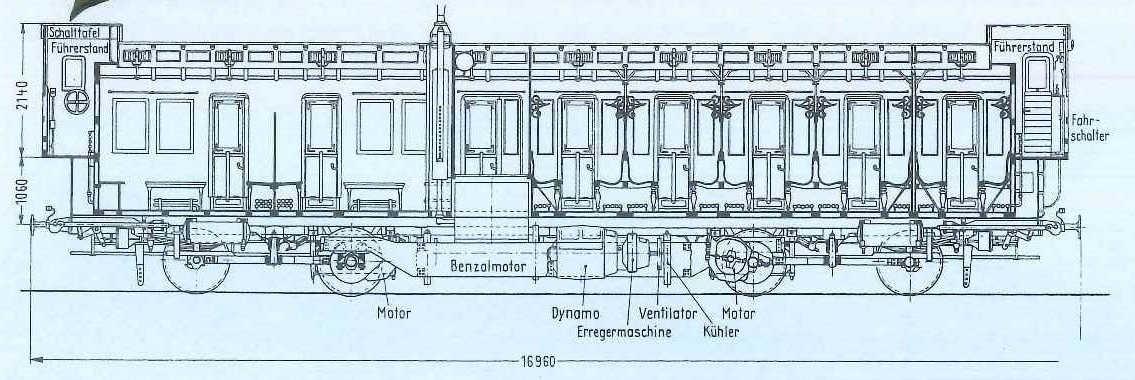
Konstruktionszeichnung des VT 151

Die Bezeichnung VT 1 wurde erst 1913 eingeführt.
Genaue Angaben über das Fahrzeug sind nicht vorhanden. In den Merkbüchern der KPEV wurden über das Fahrzeug nur Neuigkeiten in der Antriebsgestaltung, jedoch keine technischen Details erwähnt. So soll der Triebwagen von 1908 an auf der Oranienburger Versuchsbahn erprobt wurden sein. Dabei soll es zu einem Bruch der Kurbelwelle gekommen sein. Bis Anfang 1909 dauerte die Erprobungsphase an.
Danach wurde das Fahrzeug dem Betriebsdienst übergeben und soll ab März 1909 auf den Strecken um Homburg eingesetzt gewesen sein. Um 1910 wurde der Triebwagen als Fahrleitungsuntersuchungswagen für die elektrische Versuchsstrecke Dessau-Bitterfeld umgebaut. 1914 wurde er in dieser Umbauvariante auf der Baltischen Verkehrsausstellung in Malmö präsentiert.
In der Umbauvariante war der Triebwagen noch etwa drei Jahrzehnte in Betrieb. Zu einem terminlich nicht zu benennenden Zeitpunkt erfolgte der Umbau der Maschinenanlage von Ottomotor auf Dieselmotor. Ansonsten scheint die mechanische Konstruktion des Wagenkastens den Anforderungen gewachsen gewesen zu sein, die 1925 und 1940 angefertigten Zeichnungen zeigen wenig Änderungen zu der Ursprungsvariante.

## Technische Merkmale
Der Wagenkasten wurde bei den Fahrzeugwerkstätten Falkenried hergestellt, die Drehgestelle wurden von G. Trelenburg in Breslau geliefert. Zusammen mit dem Benzolmotor und der elektrischen Ausrüstung, die von Deutz und der AEG geliefert wurden, wurde das Fahrzeug in der Eisenbahnwerkstätte Grunewald komplettiert. Dabei glich der Wagenkasten einem herkömmlichen Reisezugwagen der KPEV mit Bremserhaus, in denen die Lokführerstände platziert wurden. Ungefähr in der Mitte des Wagens war eine Türe angeordnet, die in den Raum über dem Benzolmotor führte. Für die Reisenden waren 43 Sitzplätze der 3. Wagenklasse und 25 der 4. Wagenklasse vorhanden. Die Sitzplätze der 3. Wagenklasse waren in fünf Abteilen untergebracht, die ausschließlich von außen begehbar waren.
Die Maschinenanlage war unterflur angeordnet. Dafür musste kein Platz dafür im Wagenkasten reserviert werden, brachte jedoch bauliche Einschränkungen für die Leistungsfähigkeit des Motors. Die Zylinder des Benzinmotors hatten einen Durchmesser von 150 mm und einen Hub von 170 mm. Der Generator war eine fremderregte Gleichstrommaschine und leistete bei 500 V 75 kW stündlich. In den inneren Achsen der Drehgestelle waren zwei Fahrmotoren aufgehängt, die beide eine Stundenleistung von je 36,7 kW (50 PS) hatten. Die gesamte Maschinenanlage war über Wartungsklappen zugänglich.